# 秃满帖木儿
秃满帖木儿（羅馬化：Tümen-temür，羅馬化：Tūmān tīmūr，见《史集》；13世纪？—1325年？）是蒙古帝国第四代大汗蒙哥的孙子。汉文史籍如《元史》称其为武平王秃满帖木儿。
尽管《元史·宗室世系表》及《史集·蒙哥汗纪》正文未提及秃满帖木儿的名字，但《史集》图表及《五分枝》《高贵系谱》均记载他为蒙哥之子昔里吉的儿子。秃满帖木儿的兄弟包括兀鲁思不花、脱列帖木儿。
秃满帖木儿的父亲昔里吉于1276年作乱脱离元朝，元朝平乱后，蒙哥家族的多数皇族仍加入海都阵营与元朝对抗。秃满帖木儿的早年经历不详，推测他与兄长兀鲁思不花在13世纪末之前同属海都阵营，14世纪初才向元朝投降。秃满帖木儿的活动主要记录于元仁宗爱育黎拔力八达在位时期：延祐四年（1317年），他受仁宗赏赐黄金1200两、白银7700两、钞17700锭及币帛2000匹；次年（1318年）再获赐钞四万锭，并于同年被封为武平王，获赐螭纽金印。《元史·诸王表》记载，泰定三年（1325年）帖古思不花继承武平王位，推测秃满帖木儿于此前后去世。至顺元年（1330年）武平王位又转封给不花帖木儿。帖古思不花是并王晃火帖木儿之弟，应为秃满帖木儿之兄兀鲁思不花的儿子。而不花帖木儿的出身并非蒙哥家族等元朝皇室，而是燕帖木儿主导的元文宗图帖睦尔政权，为削弱强势皇族而采取的举措。

## 蒙哥家族
- 蒙哥…拖雷長男，蒙古第四代大汗。
  - 班禿（Baltu，بالتوBāltū）…蒙哥嫡長子。
    - 脱列帖木儿（Töre-temür，توراتیمورTūlā tīmūr）…班禿之子。

  - 玉龙答失（Ürüng-daš，اورنگتاشŪrung tāsh）…蒙哥次子，第2代蒙哥兀鲁思首领。
    - 撒里蛮（Sarban，ساربانSārbān）…玉龙答失之子。

  - 昔里吉（Sirigi，شیرکیShīrkī）…蒙哥庶子，第3代蒙哥兀鲁思首领。
    - 兀魯思不花（Ulus-buqa，اولوس بوقاŪlūs būqā）…昔里吉之子，第4代蒙哥兀鲁思首领。
      - 并王晃火帖木儿（Qongqo-temür，قونان تیمورQūnān tīmūr）…兀魯思不花之子。
        - 徹里帖木儿（Čerik-temür）…晃火帖木儿之子，第7代蒙哥兀鲁思首领。

      - 武平王帖古思不花（Tegüs-buqa）…兀魯思不花之子，晃火帖木儿之弟，第2代武平王。

    - 脱列帖木儿（Töre-temür，توراتیمورTūlā tīmūr）…昔里吉之子。
    - 武平王秃满帖木儿（Tümen-temür，تومان تیمورTūmān tīmūr）…昔里吉之子，初代武平王。

  - 阿速歹（Asudai，آسوتایĀsūtāī）…蒙哥庶子。
    - 卫王完泽（Ölǰei，اولجایŪljāī）…阿速歹之子，第5代蒙哥兀鲁思首领。
      - 郯王徹徹禿（Čečektu）…完泽之子，第6代蒙哥兀鲁思首领。
      - 宽彻哥

    - 忽剌出（Hulaču，هولاچوHūlāchū）…阿速歹之子。
    - 安童（Hantom,هنتوم／Hantūm）…阿速歹之子。
    - 完泽不花（Ölǰei buqa,اولجای بوقا／Ūljāī būqā）…阿速歹之子。[1]

## 传记资料
- 《新元史》卷112列传9
- 《蒙兀儿史記》卷37列传19